# لسوزافودسك
لسوزافودسك (بالروسية: Лесозаводск) هي إحدى مدن روسيا في الكيان الفدرالي الروسي بريمورسكي كراي.

## المناخ
يظهر الجدول التالي التغييرات المناخية على مدار السنة للسوزافودسك:
| الشهر                             | يناير         | فبراير       | مارس         | أبريل       | مايو        | يونيو       | يوليو       | أغسطس       | سبتمبر      | أكتوبر      | نوفمبر       | ديسمبر       | المعدل السنوي |
| --------------------------------- | ------------- | ------------ | ------------ | ----------- | ----------- | ----------- | ----------- | ----------- | ----------- | ----------- | ------------ | ------------ | ------------- |
| متوسط درجة الحرارة الكبرى °م (°ف) | −12.1 (10.2)  | −7.2 (19.0)  | 2.5 (36.5)   | 14.1 (57.4) | 21.0 (69.8) | 25.2 (77.4) | 27.7 (81.9) | 27.2 (81.0) | 22.0 (71.6) | 13.6 (56.5) | 1.6 (34.9)   | −8.7 (16.3)  | 10.6 (51.0)   |
| المتوسط اليومي °م (°ف)            | −18.0 (−0.4)  | −13.5 (7.7)  | −4.0 (24.8)  | 7.0 (44.6)  | 14.1 (57.4) | 19.3 (66.7) | 22.6 (72.7) | 21.8 (71.2) | 15.3 (59.5) | 6.7 (44.1)  | −4.4 (24.1)  | −14.5 (5.9)  | 4.4 (39.9)    |
| متوسط درجة الحرارة الصغرى °م (°ف) | −23.9 (−11.0) | −19.8 (−3.6) | −10.5 (13.1) | −0.1 (31.8) | 7.2 (45.0)  | 13.4 (56.1) | 17.5 (63.5) | 16.4 (61.5) | 8.6 (47.5)  | −0.2 (31.6) | −10.4 (13.3) | −20.3 (−4.5) | −1.8 (28.7)   |
| الهطول مم (إنش)                   | 11 (0.4)      | 8 (0.3)      | 16 (0.6)     | 26 (1.0)    | 49 (1.9)    | 61 (2.4)    | 98 (3.9)    | 116 (4.6)   | 79 (3.1)    | 42 (1.7)    | 22 (0.9)     | 13 (0.5)     | 541 (21.3)    |
| [بحاجة لمصدر]                     |               |              |              |             |             |             |             |             |             |             |              |              |               |

## أعلام
- سيرغي تيريشنكو